# Заргяр
Заргяр (азерб. Zərgər) — село в Довлятярлинской административно-территориальной единице Физулинского района Азербайджана, расположенное на предгорной равнине, в 3 км к северо-западу от города Физули.

## Топонимика
Название села происходит от названия ветви шахсевен сарханбейли зарджярли.

## История
В годы Российской империи село Заргер входило в состав Джебраильского уезда Елизаветпольской губернии.
В советские годы село входило в состав Довлятярлинского сельсовета Физулинского района Азербайджанской ССР. В селе были расположены восьмиклассная школа и медицинский пункт. В результате Первой карабахской войны в августе 1993 года перешло под контроль непризнанной Нагорно-Карабахской Республики.
21 октября 2020 года в ходе Второй карабахской войны президент Азербайджана Ильхам Алиев заявил, что «азербайджанская армия освободила» село Заргяр.

## Население
По данным «Свода статистических данных о населении Закавказского края, извлеченных из посемейных списков 1886 года» в селе Заргер одноимённого сельского округа Джебраильского уезда Елизаветпольской губернии было 117 дымов и проживало 608 азербайджанцев (указаны как «татары»), которые были шиитами по вероисповеданию, 9 из них были беками, остальные — крестьянами.
По данным «Кавказского календаря» на 1912 год в селе Заргер Карягинского уезда проживало 600 человек, в основном азербайджанцев, указанных в календаре как «татары».
По данным издания «Административное деление АССР», подготовленного в 1933 году Управлением народно-хозяйственного учёта Азербайджанской ССР (АзНХУ), по состоянию на 1 января 1933 года в селе Заргяр, входившем в состав Довлетярлинского сельсовета Карягинского района Азербайджанской ССР, было 135 хозяйств и проживало 496 жителей. 96,2 % населения сельсовета составляли азербайджанцы (в источнике — «тюрки»).
В 1979 году в Заргяре проживало 1088 человек. Население села занималось животноводством и виноградарством.

## Памятники культуры
На территории села расположен археологический памятник Заргяртепе бронзового века, имеющий статус «археологического памятника истории и культуры национального значения».